# Watersprite
Watersprite var en brittisk hjulångare på 162 tons deplacement, som byggdes 1826 på George Grahams varv i Harwich i Storbritannien och levererades till Royal Mail. 
Watersprite sattes in som postångare till Jersey och ankom på premiärturen till Saint Helier den 7 juli 1827, vilket också var premiär för ångbåtspost till Jersey. Sträckan från Weymouth i Dorset till St Helier tog omkring åtta timmar.
Watersprite hade en besättning på tolv man. Hon döptes om till HMS Wildfire 1837. Hon var i tjänst som postångare för Royal Mail till 1845, då postbefordran övertogs av South Western Steam Packet Company.